# Graham Coaker
Graham Vincent Coaker (* 1932; † 12. April 1971) war ein britischer Automobilrennfahrer, Ingenieur und einer der vier Gründer des Motorsportherstellers March Engineering.

## Leben
Coaker war gelernter Buchhalter und Maschinenbauingenieur. Von der Mitte bis zum Ende der 1960er Jahre fuhr er aktiv in der Formel 3 und freundete sich während dieser Zeit mit Max Mosley, Alan Rees und Rennwagendesigner Robin Herd an. Die vier gründeten Mitte 1969 die March Engineering, wobei der Name des Teams von den Initialen der Gründer abgeleitet wurde. Coaker war für die Werkstatt- und Fertigungsseite des neuen Unternehmens verantwortlich und stützte sich auf langjährige Erfahrung als General Manager einer der Hawker-Siddeley-Tochtergesellschaften. Die ersten Produktionsstätten des Unternehmens befanden sich in Coakers eigener Garage und hier wurde auch der erste March-Rennwagen, der March 693P, gebaut.
Coaker verließ das Unternehmen Anfang 1971 und erhielt einen March-712M-Rennwagen als Teil seiner Vertragsauflösung. Er starb am 12. April 1971 aufgrund von Verletzungen, die er bei einem Unfall erlitten hatte, als er mit diesem Auto während des Trainings für ein Formelfreies Rennen in Silverstone verunglückte.